# Udo Becker
Pour les articles homonymes, voir Becker.
Udo Becker (Udo Jürgen Becker; * 13. Août 1957 à Schwenningen) était professeur et titulaire de la chaire d'écologie des transports à l'Institut de Planification des Transports et de la Circulation Routière à la Faculté des sciences des transports "Friedrich List" de l'Université technique de Dresde. Jusqu'à son départ à la retraite le 30 septembre 2021, il était, avec Jochen Eckart à l'université de Karlsruhe, titulaire de l'une des deux chaires d'écologie des transports en Allemagne.

## CV
Udo Becker a étudié l'en:Engineering management à l'Institut de technologie de Karlsruhe de 1977 à 1983. Après son diplôme, il passe une année universitaire à l'Ohio State University. Alors qu'il travaille en qualité d'employé scientifique à l'Institut des transports de l'université technique de Karlsruhe (1984-1990), Udo Becker obtient un doctorat en ingénierie en 1988 sur le thème Beobachtung des Straßenverkehrs vom Flugzeug aus (« Observation du trafic routier depuis l'avion »). De 1990 à 1994, il travaille comme chef de projet dans le domaine des transports pour la société Prognos (de). Entre 1992 et 1999, Udo Becker enseigne également l'économie des transports au Centre des sciences économiques de l'Université de Bâle.
Début 1994, il est nommé à la chaire d'écologie des transports à Dresde, la seule chaire au monde consacrée à cette discipline dans une université à ce jour. La chaire distingue deux axes de recherche en écologie des transports :
- Court terme/local - effets directs des transports sur l'environnement : méthodes de mesure, instruments et modèles relatifs à la consommation d'énergie, aux émissions de gaz d'échappement, de polluants et de CO2, au bruit, à l'occupation des sols, à la pollution des sols et de l'eau, etc.
- Long terme/global - principes fondamentaux des transports et effets indirects : Durabilité des transports (sustainable mobility), limites de la capacité de charge, orientation à long terme et capacité de changement de nos systèmes de transport et de nos comportements, facteurs générateurs de trafic, trafic induit par la construction de routes, influence de l'offre et de la demande, coûts externes et internes, agendas locaux"[3]

En 1996, il est l'un des membres fondateurs de l'Institut de Dresde pour les transports et l'environnement (DIVU), une association enregistrée dont il est actuellement membre du conseil d'administration. Udo Becker est considéré comme un adversaire résolu de la construction du Pont de Waldschlösschen. Il a travaillé comme expert pour la Ligue verte de Saxe.
Jens Borken-Kleefeld lui a succédé en tant que titulaire de la chaire d'écologie des transports en septembre 2022.
Udo Becker a été membre du conseil scientifique du Verkehrsclub Deutschland (de). Il est marié et père de cinq enfants.